# Daulton Hommes
Daulton Hommes, né le 4 juillet 1996 à Bellingham dans l'État de Washington, est un joueur américain de basket-ball évoluant au poste d'ailier.

## Biographie

### Carrière universitaire
Entre 2016 et 2018, il évolue pour les Vikings de Western Washington (en).
De 2018 à 2019, il porte les couleurs des Sea Lions de Point Loma Nazarene (en).
Bien que se présentant à la draft NBA 2019, il n'est pas sélectionné.

### Carrière professionnelle
Après un début de carrière en NBA G League et Italie, il signe un contrat two-way en faveur des Pelicans de La Nouvelle-Orléans en août 2021. À cause d'une blessure qui l'a empêché de jouer en NBA ou NBA G League, il est coupé fin décembre 2021.
À l'été 2022, il signe pour deux saisons avec le Saski Baskonia jouant en Euroligue et dans le championnat espagnol.
En juillet 2024, Hommes rejoint le Paris Basketball qui participe à l'Euroligue. Après une saison presque blanche à Trente en raison d'une blessure au genou, il se blesse à la jambe en présaison et ne reprend l’entraînement qu'en début d’année 2025, puis se blesse à la main. S'il ne dispute que six rencontres d’EuroLigue, son apport de 6,6 points et 4,6 rebonds en 12 minutes de jeu en moyenne durant les finales victorieuses face à Monaco, ce qui convainc Paris de le prolonger une saison supplémentaire.

## Palmarès
- Champion de France en 2025
- Vainqueur de la Coupe de France 2025

## Distinctions personnelles
- NABC Division II Player of the Year (2019)
- First-team Division II All-American (2019)
- PacWest Player of the Year (2019)
- First-team All-PacWest (2019)
- First-team All-GNAC (2018)